# قدرت و بازار
قدرت و بازار: دولت و اقتصاد کتابی‌ست از موری راتبارد که در آن به تحلیل اثرات منفی انواع مداخلات حکومت می‌پردازد و استدلال می‌کند که دولت نه ضروری است و نه مفید. این کتاب در اصل بخشی از کتاب انسان، اقتصاد و حکومت بود اما به دلیل اینکه ناشر احساس می‌کرد برای انتشار خیلی رادیکال است، سانسورش کرد و بعداً با عنوان فوق منتشر شد. در سال ۲۰۰۴ با ویرایش چهارم انسان، اقتصاد و دولت، این دو کتاب در جلدی با عنوان فرعی «نسخه محقق» از مؤسسه میزس دوباره به یکدیگر پیوستند.
این کتاب توسط متین پدرام به فارسی ترجمه و از سوی انتشارات دنیای اقتصاد چاپ شده است.